# Andreas Capellanus
Andrés el Capellán o Andreas Capellanus (c. 1150-c. 1220) fue un pensador que en el siglo XII escribió un tratado científico y práctico comúnmente denominado De Amore (‘Sobre el amor’) y a menudo mencionado como El arte del amor cortés, aunque su tono realista y un poco cínico sugiere que es en algún aspecto un antídoto al amor cortés. Se sabe muy poco sobre la vida de Andreas Capellanus, pero se presume que formó parte de la corte de María de Francia, y probablemente era de origen francés. 

## Obra
De Amore fue escrito a petición de María de Francia, hija del rey Luis VII de Francia y de Leonor de Aquitania. En esa obra, el autor informa a un alumno joven, llamado Walter, acerca de los escollos del amor. Una alusión negativa en el texto a la «riqueza de Hungría» ha sugerido la hipótesis que fue escrito después de 1184, cuando Bela III de Hungría envió a la corte francesa una declaración de sus ingresos y propuesto matrimonio a Margarita de Francia, media hermana de María de Francia, pero antes de 1186, cuando su propuesta fue aceptada.
De Amore está compuesto por tres libros. El primer libro cubre la etimología y definición de amor y está escrito a la manera de una conferencia académica. El segundo libro consta de diálogos de muestra entre miembros de clases sociales diferentes; muestra cómo debería desenvolverse el proceso romántico entre clases. El libro tercero contiene historias de auténticos tribunales de amor, presididos por mujeres de la nobleza.
Parte de la crítica ha mencionado una doble intención en la obra de Andrés el Capellán. Por un lado, identifican la creación de un tratado de amor al estilo de Ovidio y su Ars Amandi; por otro, una crítica al modelo cortés que se lleva a cabo en el tercer y último libro.
John Jay Parry, el editor de una edición moderna de De Amore, cita al crítico Robert Bossuat que describía De Amore como «una de esas obras seminales que reflejan el pensamiento de una gran época, el cual explica el secreto de una civilización». Puede ser considerado didáctico o meramente descriptivo; en cualquier caso preserva las actitudes y costumbres que fueron la fundación de una larga e importante tradición en la literatura occidental.
El sistema social de «amor cortés», gradualmente elaborado por los trovadores occitanos de mediados del siglo XII, pronto se extendió. Uno de los círculos en que esta poesía y su ética fueron cultivados fue en la corte de Leonor de Aquitania (ella misma nieta de Guillermo IX de Aquitania, trovador y poeta). Se ha indicado que De Amore codifica la vida social y sexual de la corte de Leonor en Poitiers entre 1170 y 1174, aunque evidentemente fue escrito al menos diez años más tarde y, aparentemente, en Troyes. Trata varios temas específicos que eran el tema de debate poético a fines del siglo XII entre los trovadores y trobairitz.
Durante siglos se ha debatido sobre el significado de De Amore. En los años inmediatamente después de su publicación muchas personas tomaron las opiniones de Andreas sobre el amor cortés al pie de la letra. Ahora los eruditos ven el trabajo del sacerdote como satírico y muchos de ellos están de acuerdo que Andreas comentaba el carácter materialista y superficial de los nobles de la Edad Media. Andreas parece advertir al joven Walter del amor en la Edad Media.